# De Bergen (Geertruidenberg)
De Bergen is een buurtschap 
in de gemeente Geertruidenberg in de Nederlandse provincie Noord-Brabant. Het ligt even ten westen van het dorpje Raamsdonk.
Hoofdplaats: Geertruidenberg      Dorpen: Raamsdonksveer · Raamsdonk

Buurtschappen: De Bergen · De Laan · Keizersveer · Statendam

Noord-Brabant: Steden en dorpen      Nederland: Provincies · Gemeenten